# Sphenopsis melanotis
El hemispingo orejinegro (en Ecuador) (Sphenopsis melanotis), también denominado frutero de orejas negras, hemispingus de antifaz (en Colombia), buscador orejinegro (en Venezuela) o hemispingo de oreja negra (en Perú) es una especie de ave paseriforme de la familia Thraupidae perteneciente al género Sphenopsis, anteriormente situada en Hemispingus. Es nativo de regiones andinas del noroeste y oeste de América del Sur.

## Distribución y hábitat
Se distribuye de forma disjunta a lo largo de la pendiente oriental de la cordillera de los Andes, desde el extremo oeste de Venezuela, por el este de Colombia, este de Ecuador, este de Perú, hasta el centro de Bolivia.
Esta especie es considerada poco común en su hábitat natural: el sotobosque y los bordes de bosques montanos húmedos de media altitud, a menudo en bambuzales Chusquea, principalmente entre los 1400 y los 2500 m.

## Sistemática

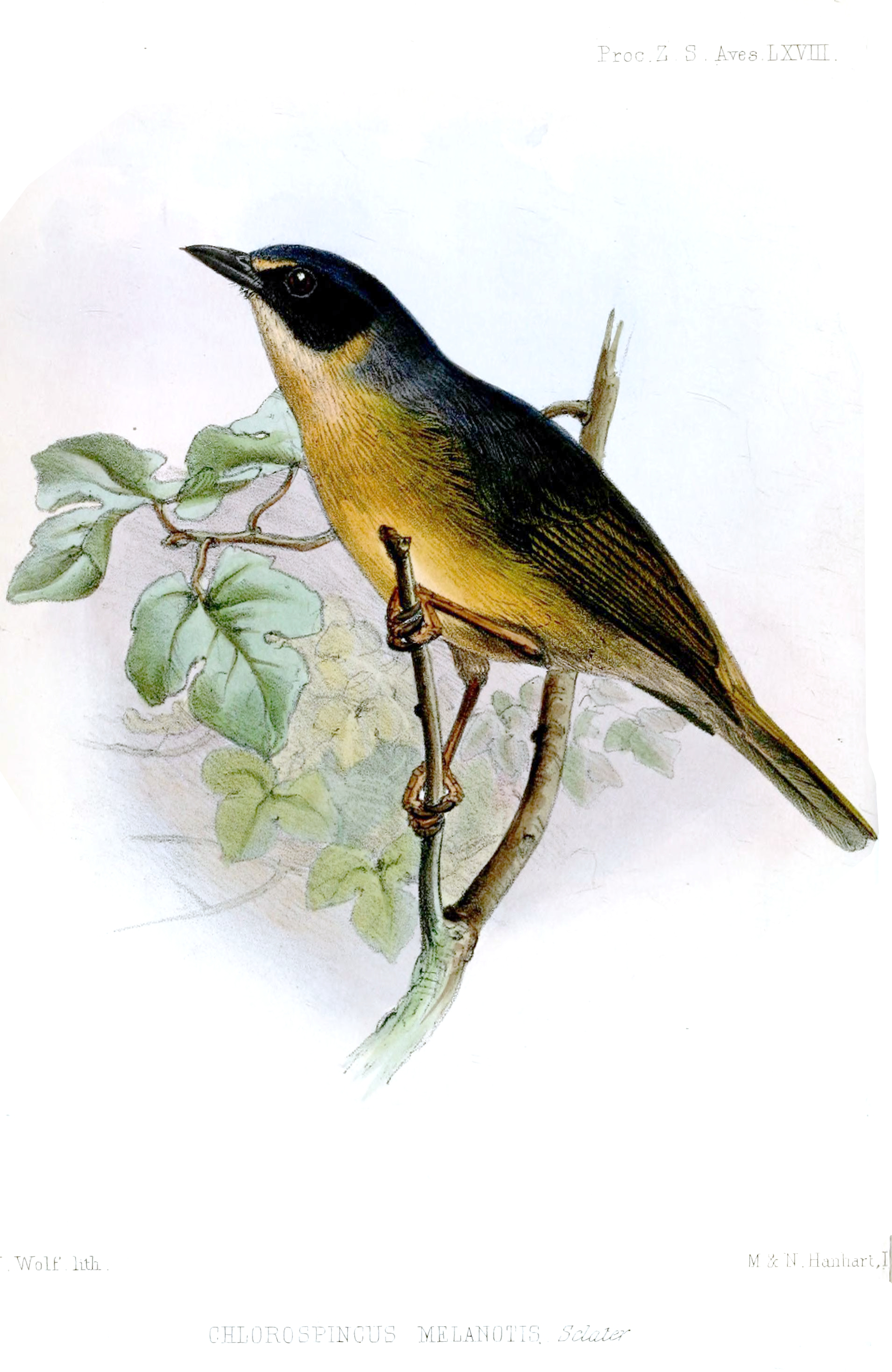
Chlorospingus melanotis = Hemispingus melanotis, ilustración de Wolf en Proceedings of the Zoological Society of London, 1854.

### Descripción original
La especie S. melanotis fue descrita por primera vez por el zoólogo británico Philip Lutley Sclater en 1855 bajo el nombre científico Chlorospingus melanotis; la localidad tipo es: «Bogotá, Colombia».

### Etimología
El nombre genérico femenino «Sphenopsis» se compone de las palabras griegas «sphēn»: cuña, y «opsis»: apariencia; y el nombre de la especie «melanotis», se compone de las palabras griegas «melas»: negro,  y «ōtis»: de orejas; en referencia a los auriculares negros característicos de la especie.

### Taxonomía
La presente especie (incluyendo S. ochracea y S. piurae) junto a Sphenopsis frontalis, fueron tradicionalmente incluidas en el género Hemispingus, hasta que en los años 2010, publicaciones de filogenias completas de grandes conjuntos de especies de la familia Thraupidae basadas en muestreos genéticos, permitieron comprobar que formaban un clado separado del género que integraban, por lo que se sugirió la resurrección del género Sphenopsis, hasta entonces considerado un sinónimo de Hemispingus. El reconocimiento del género resucitado y la inclusión de las dos especies fue aprobado en la Propuesta N° 730.10 al Comité de Clasificación de Sudamérica (SACC).
Las especies S. ochracea y S. piurae, ambas nativas de la pendiente occidental de los Andes, tratadas históricamente como subespecies de S. melanotis, son reconocidas como especies separadas por diversos autores y clasificaciones, no así por Clements Checklist/eBird v.2019 que continúa a tratarlas como las subespecies S. melanotis ochracea y S. melanotis piurae. 

### Subespecies
Según la clasificación del Congreso Ornitológico Internacional (IOC) se reconocen tres subespecies, con su correspondiente distribución geográfica:
- Sphenopsis melanotis melanotis (P.L. Sclater, 1855) – andes del oeste de Venezuela, Andes de Colombia, y pendiente oriental de los Andes de Ecuador y extremo norte de Perú.
- Sphenopsis melanotis berlepschi (Taczanowski, 1880) – pendiente oriental de los Andes del norte y centro de Perú (desde el sur del río Marañón hasta el valle de Urubamba en Cuzco).
- Sphenopsis melanotis castaneicollis (P.L. Sclater, 1858) – pendiente oriental de los Andes del sureste de Perú (sureste de Cuzco y Puno) y Bolivia (hacia el sur hasta el oeste de Santa Cruz).